# Sierra de Ajusco-Chichinauhtzin
Sierra del Ajusco-Chichinauhtzin, (Dãy núi Ajusco-Chichinautzin) còn được biết đến là Serranía del Ajusco hay Sierra de Chichinauhtzin, 
là một dãy núi nằm giữa Thành phố México và các bang Morelos, Mexico. Nó là dãy núi vòng cung bao quanh phía nam Thành phố Mexico. Dãy được tạo thành từ hơn một trăm ngọn núi lửa hình nón, Tláloc (3.690 mét (12.110 ft) MAMSL), Chichinauhtzin (3.430 mét (11.250 ft), Xitle (3.100 mét (10.200 ft), Cerro Pelado (3.600 mét (11.800 ft) và Cuauhtzin (3.510 mét (11.520 ft). Chiều cao tối đa của dãy núi là đỉnh Cruz del Marqués trên ngọn núi lửa Ajusco (3.937 mét (12.917 ft)).

## Bối cảnh
Phạm vi bao gồm các bộ phận đô thị của Tlalpan, Xochimilco, Tláhuac, Milpa Alta và Magdalena Contreras ở phía nam của Thành phố México; các đô thị Huitzilac, Tepoztlán và Tlalnepantla ở Morelos; và các đô thị của Juchitepec và Tepetlixpa ở bang Mexico. Những ngọn núi này tạo thành điểm cao nhất cũng như giới hạn phía nam của Thành phố Mexico, ngăn cách Thung lũng Mexico với Thung lũng Cuernavaca và dãy núi Tepozteco.
Dãy núi nổi lên trong thời kỳ Đệ tứ với hoạt động núi lửa dữ dội đã đóng cửa lưu vực hồ ở Mexico, chặn hệ thống thoát nước tự nhiên duy nhất của nó về phía lưu vực sông Balsas. Ajusco là một phần tách rời của các hoạt động địa chất từ các hồ và núi lửa của Anahuac, vị trí nằm trong Vành đai núi lửa xuyên Mexico.

## Môi trường
Dãy núi là địa bàn của Vườn quốc gia Cumbres del Ajusco, và khu vực này là một phần của Hành lang Sinh học Ajusco Chichinautzin.
Khu vực này có môi trường sống và đa dạng chủng loài do điều kiện địa lý và khí hậu độc đáo. Có 315 loài nấm, 10 loài lưỡng cư, 43 loài bò sát, 1.348 loài côn trùng và nhện, 237 loài chim (36 đặc hữu của khu vực này), 5 loài cá, 785 loài thực vật và bảy loại thực vật có nguồn gốc bên ngoài là thông, oyamel và gỗ sồi.